# Orlando Chavarria
Orlando Fernando Chavarria (* 31. Juli 1971) ist ein ehemaliger belizischer Radrennfahrer.
Er nahm an den Olympischen Sommerspielen 1992 in Barcelona teil. Im Mannschaftszeitfahren mit den Teamkollegen Douglas Lamb, Michael Lewis und Ernest Meighan kam er auf Rang 27. Er trat auch bei den Commonwealth Games 1994 in Victoria an.